# Sidky
Sidky (ukrainisch Зідьки; russisch Зидьки Sidki) ist eine Siedlung städtischen Typs im Zentrum der ukrainischen Oblast Charkiw mit etwa 3900 Einwohnern (2015).

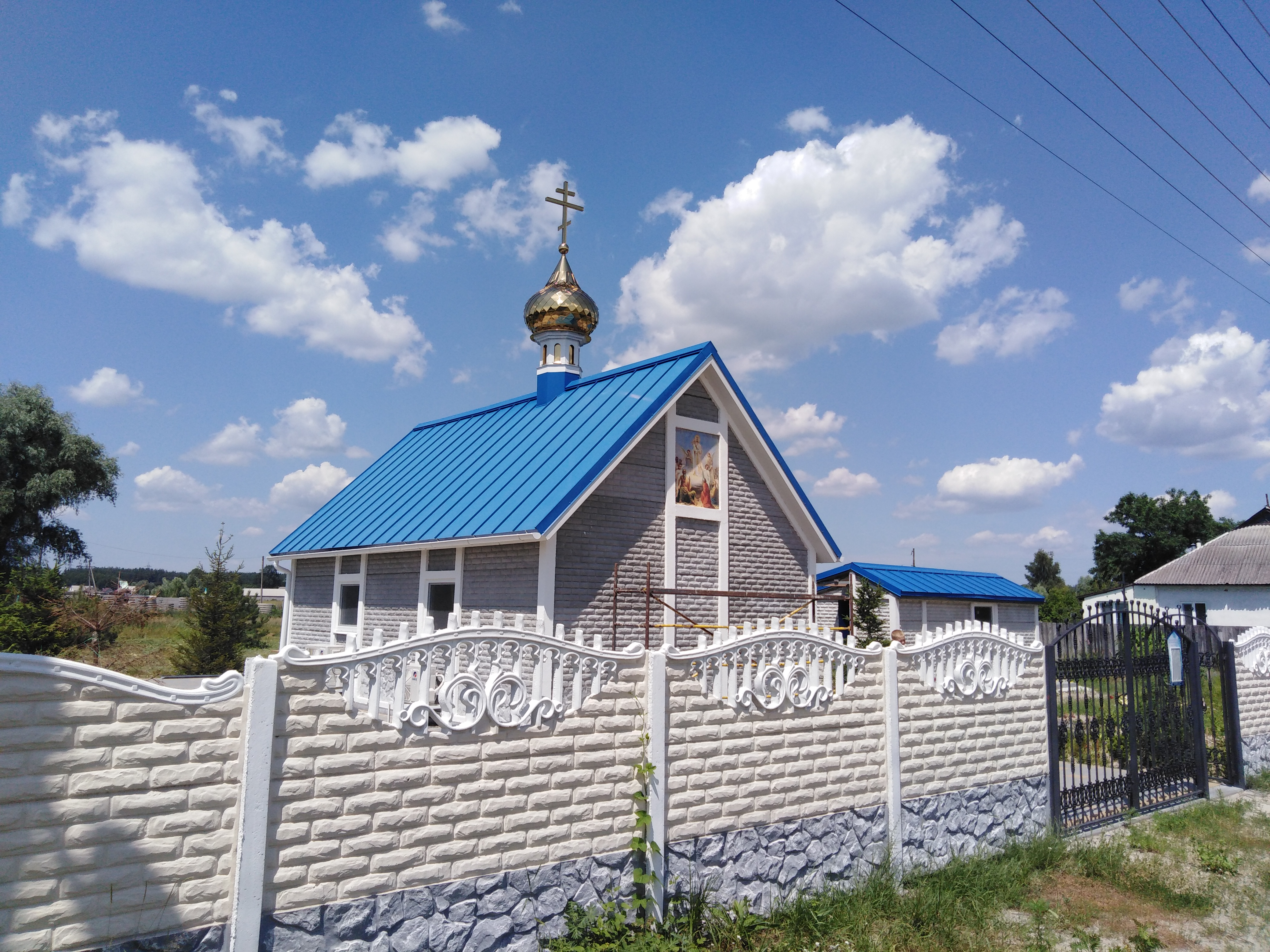
Kirche im Ort

Die Ortschaft erhielt 1938 den Status einer Siedlung städtischen Typs und war bis 2020 das administrative Zentrum der gleichnamigen Siedlungsratsgemeinde innerhalb des Rajon Smijiw.
Sidky liegt am rechten Ufer des Siwerskyj Donez an der Mündung des 77 km langen Flusses Mscha (Мжа) und grenzt an den östlichen Stadtrand vom Rajonzentrum Smijiw. Das Oblastzentrum Charkiw liegt 40 km nördlich der Siedlung.
Am 12. Juni 2020 wurde die Siedlung ein Teil der neugegründeten Stadtgemeinde Smijiw, bis dahin bildete sie zusammen mit den Ansiedlungen Butiwka (Бутівка), Lasukiwka (Лазуківка) und Tscheremuschne (Черемушне) die gleichnamige Siedlungsratsgemeinde Sidky (Зідьківська селищна рада/Sidkiwska selyschtschna rada) im Zentrum des Rajons Smijiw.
Am 17. Juli 2020 wurde der Ort ein Teil des Rajons Tschuhujiw.